# Dennis Hejhal
Dennis Arnold Hejhal (Chicago, 10 de dezembro de 1948) é um matemático estadunidense.
Foi palestrante convidado do Congresso Internacional de Matemáticos em Berkeley (1986: Zeros of Epstein Zeta Functions and Supercomputers). É fellow da American Mathematical Society.

## Obras
- Theta functions, kernel functions and abelian integrals, AMS 1972
- Eigenvalues of the Laplacian for Hecke triangle groups, AMS 1992
- Regular b-Groups, degenerating Riemann surfaces and spectral theory, AMS 1990
- The Selberg Trace Formula for PSL (2, R), zwei Bände, Springer, 1976, 1983 (dritter Band geplant)
- Editor com Peter Sarnak, Audrey Terras: The Selberg Trace Formula and related topics, AMS 1986 (Konferenz Bowdoin College 1984)
- Editor com Martin Gutzwiller, Andrew Odlyzko, u. a.: Emerging applications of Number theory, Springer 1999